# Боро Менков
Боро Илиев Менков е югославски партизанин, участник в комунистическата съпротива във Вардарска Македония

## Биография
Роден е в град Куманово на 6 май 1919 година. През 1936 година застава начело на стачка на бръснари в Куманово. Между 1936 и 1938 година работи в Крагуевац, а след това заминава в санаториум в Касин дол, за да се лекува. През 1940 година става член на ЮКП. След превземането на Югославия става командир на Карадачкия народоосвободителен партизански отряд през 1941 година. Убит е на 14 октомври 1941 година в битка с български части и полиция край село Белановце. На 30 декември 1951 година е провъзгласен за Народен герой на Югославия.